# Vladimir Vnuk
Vladimir Vnuk (Nitra, 23 november 1978) is een Slowaaks voormalig voetbalscheidsrechter. Hij was in dienst van FIFA en UEFA tussen 2009 en 2016. Ook leidde hij tot 2016 wedstrijden in de Fortuna Liga.
Op 16 juli 2009 debuteerde Vnuk in Europees verband tijdens een wedstrijd tussen Vėtra Vilnius en HJK Helsinki in de voorronde van de UEFA Europa League; het eindigde in 0–1 en de Slowaak gaf twee spelers een gele kaart. Zijn eerste interland floot hij op 12 augustus 2009, toen Hongarije met 0–1 verloor van Roemenië door een doelpunt van Tiberiu Ghioane. Tijdens dit duel gaf Vnuk vier gele kaarten.

## Interlands
| Datum            | Plaats                   | Wedstrijd            | Uitslag | Competitie        | Kreeg geel | Kreeg voor de tweede keer geel en dus rood | Weggestuurd |
| ---------------- | ------------------------ | -------------------- | ------- | ----------------- | ---------- | ------------------------------------------ | ----------- |
| 12 augustus 2009 | Boedapest, Hongarije     | Hongarije – Roemenië | 0 – 1   | Vriendschappelijk | 4          | 0                                          | 0           |
| 13 november 2015 | Ostrava, Tsjechië        | Tsjechië – Servië    | 4 – 1   | Vriendschappelijk | 2          | 0                                          | 0           |
| 31 augustus 2016 | Mladá Boleslav, Tsjechië | Tsjechië – Armenië   | 3 – 0   | Vriendschappelijk | 3          | 0                                          | 0           |